# 灰狐屬
灰狐属是食肉目犬科犬亚科的一属，现存2种，即灰狐（Urocyon cinereoargenteus）和島嶼灰狐（Urocyon littoralis）。